# 巴西財政部
巴西財政部成立於1808年，最初的名稱為Secretaria de Estado dos Negócios do Brasil e da Fazenda。該部在巴西總統的監督下負責制定和實施國家的經濟、財政和金融政策。該部2023年的年度預算為256.7億巴西雷亞爾。自2023年1月1日起，費爾南多·阿達擔任巴西財政部長。